# Johan Axelsson Oxenstierna

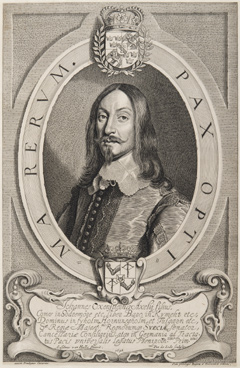
Johan Axelsson Oxenstierna

Graf (schwedisch Greve) Johan Axelsson Oxenstierna af Södermöre (* 24. Juni 1611 in Stockholm; † 5. Dezember 1657 in Wismar) war ein schwedischer Staatsmann.

## Herkunft
Seine Eltern waren der schwedische Reichskanzler Axel Oxenstierna (1583–1654) und dessen Ehefrau Anna Åkesdotter (Bååt). Der spätere Reichskanzler Erik Axelsson Oxenstierna (1624–1656) war sein Bruder.

## Leben
Nach dem Abschluss des Studiums in Uppsala wurde er vom Reichskanzler selbst, seinem Vater, in das staatsmännische Leben eingeführt, während dieser 1629 in Preußen war. 1631 wurde er auf Empfehlung seines Vaters und mit dessen Instruktionen versehen auf Studienreisen in die Niederlande, nach England und Frankreich entsandt. Nach seiner Rückkehr versah Oxenstierna seinen Kriegsdienst in Deutschland unter seinem Schwager Gustaf Horn und wurde 1632 Oberst des Roten Regiments (schwedisch Röda regementet).
Ab dieser Zeit wurden Oxenstierna und sein Vater Axel in diplomatischen Angelegenheiten aktiv, wobei der Sohn vom Vater detaillierte Instruktionen erhielt und eher als dessen Erfüllungsgehilfe angesehen werden kann.
1635 wurde er zum Kammerrat ernannt und erhielt damit eine Stellung, mit der der Einfluss des Reichskanzlers auf die Finanzverwaltung deutlich wurde. Gegen des Vaters Willen wurde er 1639 in den Rat berufen und damit zum Reichskanzlerrat. Da der Reichskanzler nicht selbst am großen Friedenskongreß in Deutschland teilnehmen konnte, wurde Oxenstierna 1641 dorthin entsandt, gleichgestellt mit dem Legaten Johan Adler Salvius, doch erhielt er seine Verhaltensanweisungen vom Vater. Obwohl er Probleme mit seinem Kollegen hatte, und die Königin Christina eher diesem positiv gegenüber eingestellt war, blieb Oxenstierna bis zum Friedensschluss 1648. Danach wurde er 1650 nach Pommern entsandt, um die neue Verwaltung zu organisieren.
Kurz bevor sein Bruder Erik Oxenstierna aus Livland zurückgerufen wurde, wurde auch Johan aufgrund des wiedergewonnenen Vertrauens des Königshauses zurückgerufen. 1653 wurde Oxenstierna Rechtsvorsteher in Uppland und bei der Thronbesteigung des gegenüber den Oxenstiernas freundlich gesinnten Karl X. Gustav ernannte ihn dieser zum Reichsmarschall. Im selben Jahr wurde er Kanzler der Universität Greifswald und 1655 zu Schwedens Legat in Deutschland ernannt.

## Familie
Er heiratete am 24. Juni 1636 in Stockholm die Gräfin Anna Sture (1614–1646). Nach dem Tod seiner ersten Frau heiratete er am 3. Juli 1648 in Wismar Margareta Brahe (* 28. Juni 1603; † 15. Mai 1669).